# Megachile pulvinata
 (août 2018).
Espèce
Megachile pulvinata est une espèce d'abeille dans la famille des Megachilidae. Elle est décrite par l'entomologiste français Joseph Vachal en 1910 et vit en Afrique équatoriale et plus particulièrement en RDC, Angola, Zambie et Ouganda.